# Apristurus sinensis
Apristurus sinensis és un peix de la família dels esciliorrínids i de l'ordre dels carcariniformes.

## Morfologia
Els mascles poden arribar als 42 cm de longitud total.

## Reproducció
És ovípar.

## Distribució geogràfica
Es troba a les costes de la Xina.